# Rafael González
Rafael Ernesto del Carmen González Córdova (Santiago, 24 de abril de 1950) é um ex-futebolista chileno. Ele foi convocado na Copa do Mundo de 1974, sediada na Alemanha.